# Lancôme (Loir-et-Cher)
Lancôme település Franciaországban, Loir-et-Cher megyében. Lakosainak száma 121 fő (2022. január 1.). Lancôme Françay, Gombergean, Landes-le-Gaulois és Pray községekkel határos.

## Népesség
A település népességének változása:
| Lakosok száma | 165  | 133  | 96   | 144  | 128  | 124  | 122  | 123  | 122  | 121  |
|               | 1968 | 1982 | 1990 | 2006 | 2013 | 2015 | 2017 | 2019 | 2020 | 2022 |